# Cambarus maculatus
Cambarus maculatus е вид ракообразно от семейство Cambaridae. Видът не е застрашен от изчезване.

## Разпространение и местообитание
Разпространен е в САЩ (Мисури).
Обитава сладководни басейни, реки и потоци.